# Mohamed Zidan
Mohamed Zidan (* 11. prosince 1981, Port Said, Egypt; arabsky: محمد عبدالله زيدان) je bývalý egyptský fotbalový útočník. Předtím působil v německých klubech – Hamburgeru, Borussii Dortmund, Mainz 05 a Werderu Brémy a dříve i v dánských. Nastoupil k více než čtyřem desítkám utkání za egyptskou reprezentaci a patřil k jejím největším oporám.

## Začátek kariéry
Zidan, narozen roku 1981 v egyptském městě Port Said, začal s fotbalem v roce 1989 v akademii klubu al-Masry Port Said.

## Klubová kariéra

### Dánsko
Od svých osmnácti let působil v dánském klubu Akademisk Boldklub, odkud po čtyřech letech přešel za 400 000 eur k jinému dánskému klubu – FC Midtjyllandu. V dresu Midtjyllandu nastoupil k 47 utkáním a vstřelil třicet branek. V prvních třech domácích utkáních na novém stadionu zaznamenal dánský tým 9 gólů a Zidan neměl přímý podíl jen na jediném z nich. Ve třetím domácím zápase proti FC Nordsjælland vyhrál Midtjylland 3-0, Zidan skóroval v 52. minutě a podílel se i na druhé brance. Fanoušci si jej oblíbili a na stadionu zavlála i egyptská vlajka. Svými výkony zaujal a čekal na pozvánku do reprezentace. V dresu Midtjyllandu se stal v sezóně 2003/04 s 19 góly nejlepším střelcem Superligaen (společně se třemi dalšími hráči).

### Werder Brémy, Mainz 05 a Hamburger SV
V létě 2005 přestoupil za 3 miliony euro do německého Werderu Brémy, čímž začalo jeho působení v německých klubech. Poté působil v Mainzu 05 a Hamburgeru SV a za tyto tři kluby nastoupil k 77 bundesligovým zápasům. Z Hamburku odešel v létě 2008 do Borussia Dortmund za Mladena Petriće, který putoval z Dortmundu do Hamburku.

## Reprezentační kariéra
V A-týmu Egypta debutoval v roce 2005.

## Úspěchy
Zdroj:

### Klubové
Borussia Dortmund
- 1× vítěz německé Bundesligy (2010/11)

### Reprezentační
Egypt
- 2× vítěz Afrického poháru národů (2008, 2010)

### Individuální
- Nejlepší střelec sezóny 2003/04 dánské ligy Superligaen (19 gólů)[4][5]
- Nejlepší hráč sezóny 2003/04
- Nejlepší hráč sezóny 2004/05